# Helmut Walcha
Helmut Walcha (* 27. Oktober 1907 in Leipzig; † 11. August 1991 in Frankfurt am Main) war ein deutscher Organist, Cembalist und Komponist.

## Leben
Helmut Walcha erblindete im Alter von neunzehn Jahren infolge einer frühkindlichen Pockenimpfung. Er bestand im 15. Lebensjahr die Aufnahmeprüfung am Leipziger Konservatorium und wurde der jüngste Orgelschüler Günther Ramins.
Er entwickelte sich dort zu einem bedeutenden Bach-Interpreten. Von 1926 bis 1929 war er Stellvertreter Ramins an der Thomaskirche. 1929 bis 1944 führte er als Organist der Friedenskirche in Frankfurt am Main regelmäßig Orgelzyklen auf und unterrichtete ab 1933 am Hoch’schen Konservatorium. 1938 ging das Konservatorium in die staatliche Hochschule für Musik und Darstellende Kunst Frankfurt am Main über; Walcha wurde zum Professor für Orgel und Leiter der Kirchenmusikabteilung (1972 emeritiert) berufen.
Nach dem Zweiten Weltkrieg gründete Walcha in Frankfurt das Institut für Kirchenmusik und war von 1946 bis 1981 Organist an der Dreikönigskirche. Er disponierte 1957 bis 1961 die von Karl Schuke gebaute Orgel. Seine 1947 ins Leben gerufene und nach Leipziger Vorbild konzipierte Orgelvesper hat bis heute einen festen Platz im wöchentlichen Kalender der Dreikönigskirche. Samstags um 17 Uhr (vom 1. Advent bis Ostern) verbinden sich hier Lesungen, Gebet und Musik.
Walcha erwarb sich Weltruf als Bach-Interpret. Zwischen 1947 und 1952 unternahm er die erste Einspielung, 1971 vollendete er die zweite 1956 begonnene umfassende Aufnahme des Bachschen Orgelwerks. Walcha gab Partituren Johann Sebastian Bachs und Georg Friedrich Händels neu heraus. Er schrieb auch eigene Choralvorspiele, Kantaten und musikwissenschaftliche Orgelstudien. Walcha war ein profunder Kenner früh- und hochbarocker deutscher Orgelkompositionen. Mit einem letzten Konzert verabschiedete er sich 1981 endgültig vom öffentlichen Musikleben.

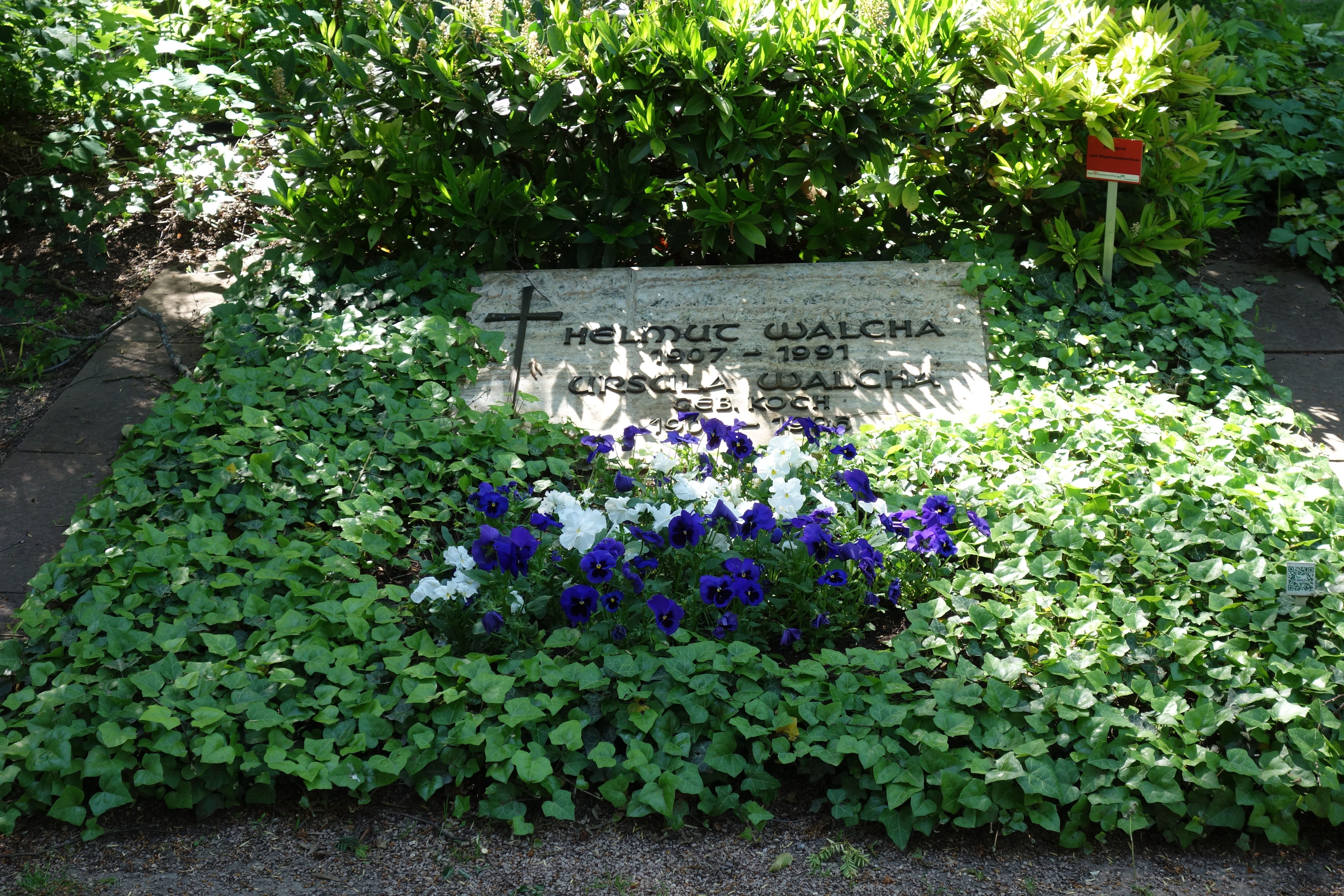
Helmut Walchas Grab (Foto: 2020)

Für die Schallplattenreihe Mathias Wiemans kleine Diskothek, die Anfang der 60er Jahre erschien, begleitete Walcha von Mathias Wieman rezitierte Gedichte Paul Gerhardts auf der Orgel.
Helmut Walcha erhielt 1957 die Goethe-Plakette der Stadt Frankfurt am Main. 1967 wurde er mit Verdienstkreuz 1. Klasse der Bundesrepublik Deutschland geehrt, 1987 mit dem Großen Verdienstkreuz mit Stern.
Walcha wurde in einem Ehrengrab der Stadt Frankfurt auf dem Sachsenhäuser Südfriedhof beerdigt.
Im Frankfurter Stadtteil Gallus ist eine kleine Straße nach ihm benannt worden.
Wolfgang Rübsam ist einer seiner bekanntesten Schüler.

## Werke
Kompositionen
- Choralvorspiele für Orgel. IV Bände. C. F. Peters, Frankfurt a. M., 1954–1978.
  - Band I. 25 Choralvorspiele, 1954 (EP 4850)
  - Band II. 20 Choralvorspiele, 1963 (EP 4871)
  - Band III. 24 Choralvorspiele, 1966 (EP 5999)
  - Band IV. 19 Choralvorspiele und Postludium, 1978 (EP 8413)

Kantaten:
- „Lobe den Herren“ (1932)
- „Wo Gott der Herr nicht bei uns hält“ (1933)
- „Wach auf mein Herz, die Nacht ist hin“ (1947)

Darüber hinaus sind in verschiedenen Sammlungen Kanons sowie zwei- und dreistimmige Sätze für gleiche Stimmen erschienen.
Ausgaben
- Georg Friedrich Händel: Orgelkonzerte op. 4, Nr. 1–6. B. Schott’s Söhne, Mainz, 1940.
- Georg Friedrich Händel: Orgelkonzerte op. 7, Nr. 1–6. B. Schott’s Söhne, Mainz, 1943.
- Johann Sebastian Bach: Ricercare à 6 voci aus dem Musikalischen Opfer. Übertragung für Orgel (mit ausführlicher Analyse), C. F. Peters, Frankfurt a. M., 1964.
- Johann Sebastian Bach: Die Kunst der Fuge. Übertragung für Orgel mit Weiterführung und Beendigung der Schlussfuge. C. F. Peters, Frankfurt a. M., 1967.

## Hausorgel
Die Hausorgel von Helmut Walcha wurde 1956 von Förster & Nicolaus Orgelbau erbaut. Das Instrument hat Schleifladen, die Spiel- und die Registertraktur sind mechanisch.
| I. Manual  |    |
| Quintade   | 4′ |
| Blockflöte | 2′ |
| Oktave     | 1′ |
| Regal      | 8′ |

| II. Manual    |       |
| Metallgedackt | 8′    |
| Rohrflöte     | 4′    |
| Prinzipal     | 2′    |
| Quinte        | 1 ⁄3′ |

| Pedal     |     |
| Subbass   | 16′ |
| Nachthorn | 02′ |
| Dulcian   | 16′ |
| Schalmei  | 04′ |

- Koppeln: II/I
- Tremulant